# Wedelia rosei
Wedelia rosei là một loài thực vật có hoa trong họ Cúc. Loài này được (Greenm.) McVaugh miêu tả khoa học đầu tiên năm 1972.